# Vasa Prihoda
Váša Příhoda (Vodňany, 22 agosto 1900 – 26 luglio 1960) è stato un violinista ceco.

## Biografia
Váša Příhoda è stato un famoso violinista ceco. Molto apprezzato per la perfezione della sua tecnica, era considerato uno dei migliori esecutori di Paganini. Ha composto anche alcuni brani ed è apparso in due film musicali degli anni 30.
Iniziò a studiare musica sin da bambino grazie al padre Alois Příhoda per poi prendere lezioni private da Jan Mařák. A soli 13 anni fece la sua prima apparizione pubblica a Praga suonando il quarto concerto per violino di  Mozart ma la sua prima tournée in Italia, nel 1919, si dimostrò fallimentare e questo lo costrinse a farsi assumere nell'orchestra del Café Grand'Italia a Milano. La sua fortuna iniziò proprio a Milano quando il grande direttore d'orchestra Arturo Toscanini lo sentì suonare e grazie al suo apprezzamento riprese il tour italiano, questa volta con grande successo.
Dopo il tour italiano ebbe modo di viaggiare per il mondo e di incidere diversi concerti su disco. Purtroppo la qualità di registrazione di questi lavori si è rivelata pessima.
Nel 1930 si sposò con la collega violinista Alma Rosé ma la coppia divorziò pochi anni dopo. Nel 1936 ebbe modo di diventare attore cinematografico, girò infatti per il mercato italiano il film Una donna tra due mondi, e la sua versione tedesca intitolata invece Die Liebe des Maharadscha.
Durante la seconda guerra mondiale insegnò al Mozarteum di Salisburgo continuando a tenere concerti sia in Germania che nelle zone occupate. Per questo motivo alla fine della guerra venne considerato un collaborazionista. Nel 1946 lasciò la Cecoslovacchia per trasferirsi a Rapallo e nel 1948 in Turchia dove ottenne anche la cittadinanza.
Negli anni cinquanta si dedicò alla composizione di piccoli concerti, opere non più eseguite ormai e tornò in Cecoslovacchia solo nel 1956. Il suo ritorno fu molto ben accolto, i suoi concerti vennero molto apprezzati. Eseguì il suo ultimo concerto nell'aprile 1960 per poi morire a luglio dello stesso anno a causa di una malattia cardiaca.